# Hela havet stormar

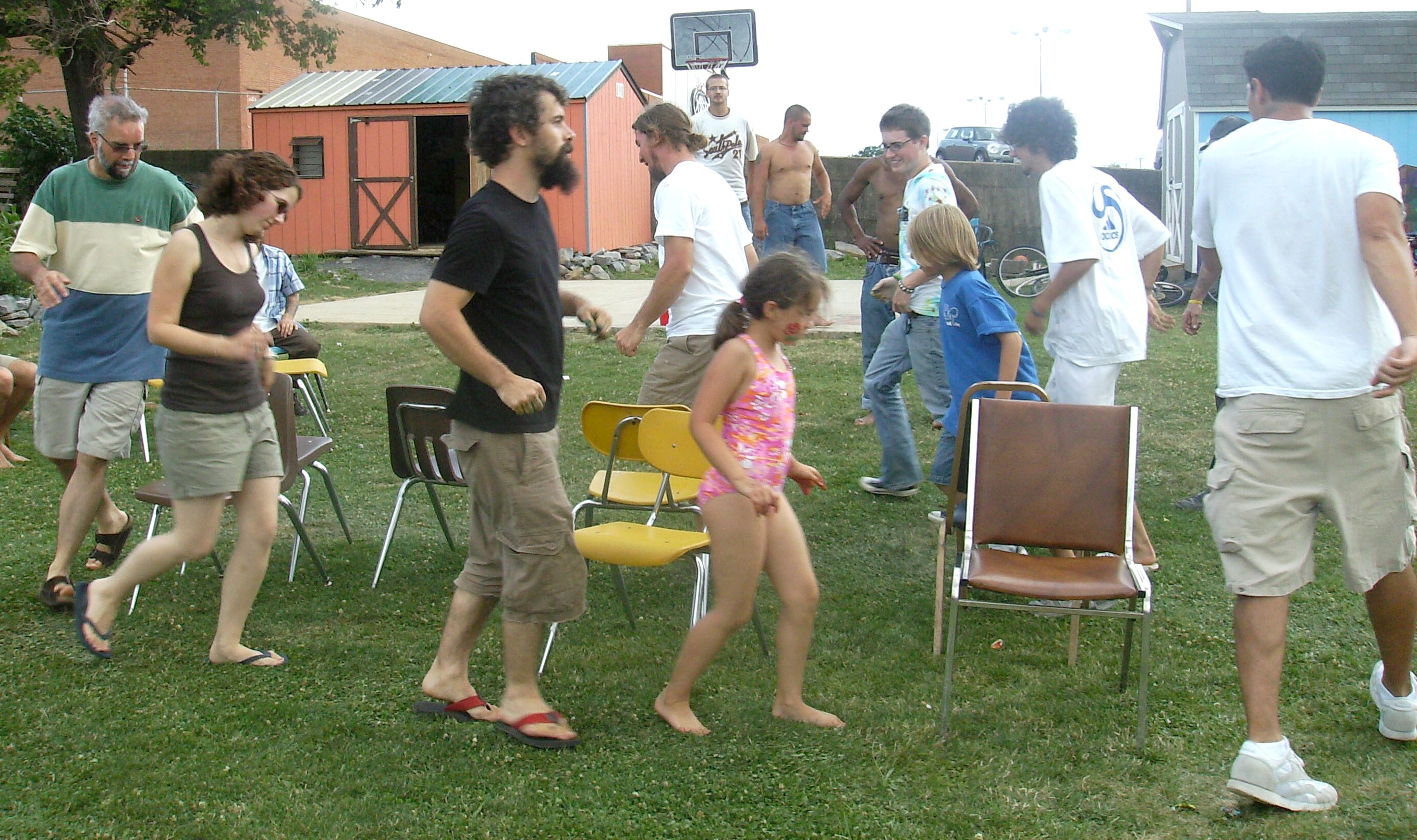
Hela havet stormar

Hela havet stormar är en sällskapslek där deltagarna ska gå runt ett antal uppställda stolar (en färre än antalet deltagare) till ljudet av musik. När en utomstående lekledare plötsligt stänger av musiken gäller det för deltagarna att så snabbt som möjligt sätta sig på en av de lediga stolarna. Den som inte får en egen sittplats då blir utslagen ur leken.
Därefter tar lekledaren bort en av stolarna, startar musiken på nytt och leken går vidare. Vinnare blir deltagaren som sitter på den sista kvarvarande stolen. Leken är vanlig på barnkalas. En liknande lek är fruktsallad.

## Leken inom TV och film
- I filmen Amadeus från 1984 förekommer en variant på leken med levande musik och där deltagarna dansar runt stolarna. Den som blir utan stol får ett straff som bestäms av lekledaren.
- Galenskaparna gjorde en parodi på leken i TV-programmet En himla många program från 1989-1990. Då sattes elva stolar upp till tio deltagare. Den stol som ingen satte sig på plockades bort.
- Leken heter "Reise nach Jerusalem" på tyska. Gruppen Sürpriz tävlade för Tyskland i Eurovision Song Contest 1999 med ett bidrag under samma namn.

## Varianter och överförd betydelse
- Inom scoutrörelsen leker man ibland "Hela Havet Stormar, Tvärtom". I den lekvarianten ska deltagarna hjälpas åt att få plats, trots att det är en stol mindre.[1]
- Det finns en variant med rockringar på golvet istället för stolar.[2]
- "Hela havet stormar" har även blivit ett allmänt begrepp. Det syftar då på ett sammanhang där alla inblandade är i rörelse, för att eventuellt byta plats med varandra.[3]